# Phractura brevicauda
Phractura brevicauda es una especie de pez de la familia Amphiliidae en el orden de los Siluriformes.

## Morfología
• Los machos pueden llegar alcanzar los 7 cm de longitud total.

## Distribución geográfica
Se encuentran en África: Camerún, Gabón y curso inferior del río Congo.